# Coutellerie de Thiers
Vous lisez un « bon article » labellisé en 2020.

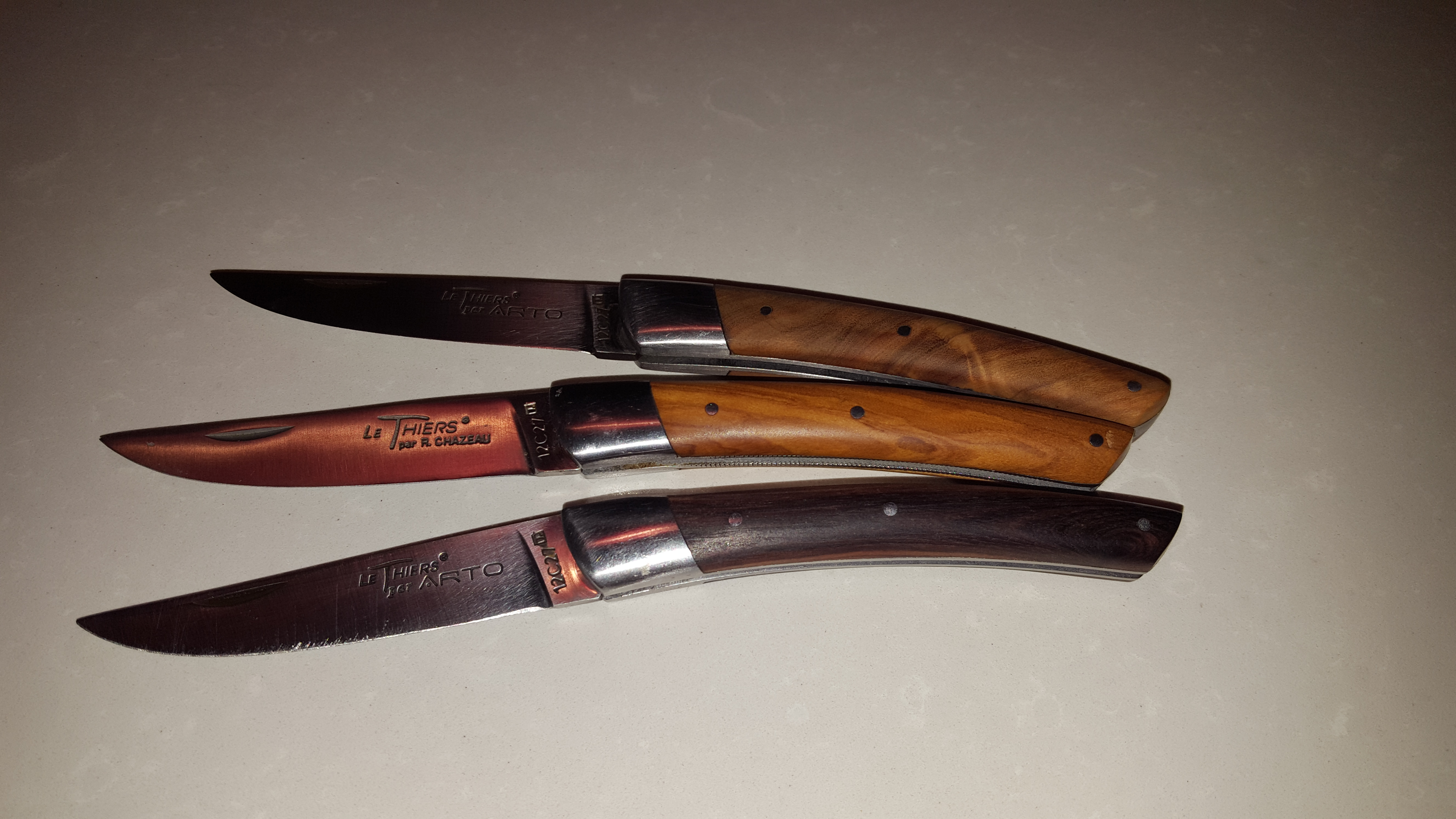
Des couteaux Le Thiers entièrement fabriqués à Thiers.

La coutellerie de Thiers est une spécialité de savoir-faire élaborée dans la région de Thiers à l'est du département du Puy-de-Dôme et en région Auvergne-Rhône-Alpes. Cette technique doit une partie de son existence à la présence de la Durolle et des forêts aux alentours de la ville.
Trouvant ses premières traces au XIIIe siècle, la coutellerie joue pour beaucoup dans la renommée nationale et internationale de Thiers dans les domaines artisanal et industriel. Au XVIIe siècle, les commerçants thiernois exportent leurs marchandises en dehors des frontières françaises et dès le XIXe siècle, la coutellerie s'industrialise lors de la révolution industrielle avant qu'au début du XXe siècle, les couteliers n'utilisent plus la force motrice de la Durolle pour faire tourner leurs machines et leurs rouets, optant pour l'électricité, disponible en permanence. En 2016, Thiers produit 80 % des couteaux produits en France chaque année, garde sa place du plus gros bassin coutelier de l'Union européenne et se voit régulièrement attribuer le titre de « capitale de la coutellerie », dans un contexte de crise industrielle et de soutien étatique.
La coutellerie est le domaine où le nombre d'emplois dans la région thiernoise est le plus élevé en 2020. En 2016, la chambre de commerce et d'industrie estime que dans la ville de Thiers, la coutellerie emploie plus de 2 000 personnes. La grande proportion d'ouvriers résidant sur la commune est en grande partie expliquée par ce facteur.

## Origine géographique
Au XVe siècle, les coutelleries s'installent véritablement dans des rouets le long de la rivière Durolle entre le quartier du Moûtier situé dans la ville-basse de Thiers et plus en amont dans la montagne thiernoise, dans les futures vallées des Usines et des Rouets. L'organisation de la fabrication d'un couteau à Thiers, appelée « parcellisation du travail » éclate les lieux de productions en dehors des gorges de la Durolle. Ainsi, des ateliers de fabrication sont rapidement formés au cœur de la cité médiévale et dans les villages de la région.
Bien que les ateliers et usines quittent les gorges de la Durolle à partir du début des trente Glorieuses, de nouvelles usines sont construites en dehors de la ville de Thiers, dans la future ville-basse. Ces constructions sont accompagnées à partir des années 1980 par l'aménagement de grandes zones industrielles près des deux sorties d'autoroute sur l'A89 : les zones de Felet et de Racine,.

Carte de la vallée des Usines et de la cité médiévale de Thiers, principaux lieux de production de couteaux dans la région.

## Histoire

### Origines

La partie sud-ouest de la vallée des Usines en 2018.

La force hydraulique de la Durolle est utilisée à Thiers dès le Moyen Âge pour mouvoir les moulins à farine, les foulons des tanneurs, les maillets des papetiers, et avec le développement de la coutellerie, les martinets des fondeurs et les meules des émouleurs,. Une légende voudrait ainsi que les croisés auvergnats aient rapporté d’Orient le secret de la fabrication de l'acier, le processus de cémentation,. Dès le XVe siècle, un quart des ouvriers thiernois exerce le métier de coutelier. Les objets produits à Thiers sont exportés dans plusieurs pays au XVIIe siècle : en Espagne, en Italie, en Allemagne, en Turquie et « aux Indes »,.

### Provenance des matériaux
C'est surtout la présence de la Durolle et d'une main-d'œuvre importante qui impulse l'importance de la coutellerie à Thiers. Mis à part le bois qui sert pour les manches, tous les matériaux sont importés sur Thiers dès le Moyen âge. Les grandes forêts comme celle des Bois Noirs située plus haut en altitude dans la montagne thiernoise fournissent les couteliers tandis que le charbon est importé depuis Saint-Éloy-les-Mines et Brassac-les-Mines, deux communes du Puy-de-Dôme. Le fer et les aciers sont importés du Nivernais, de Bourgogne et du Dauphiné et les meules proviennent des carrières de Langeac puis des Vosges à partir du XIXe siècle.

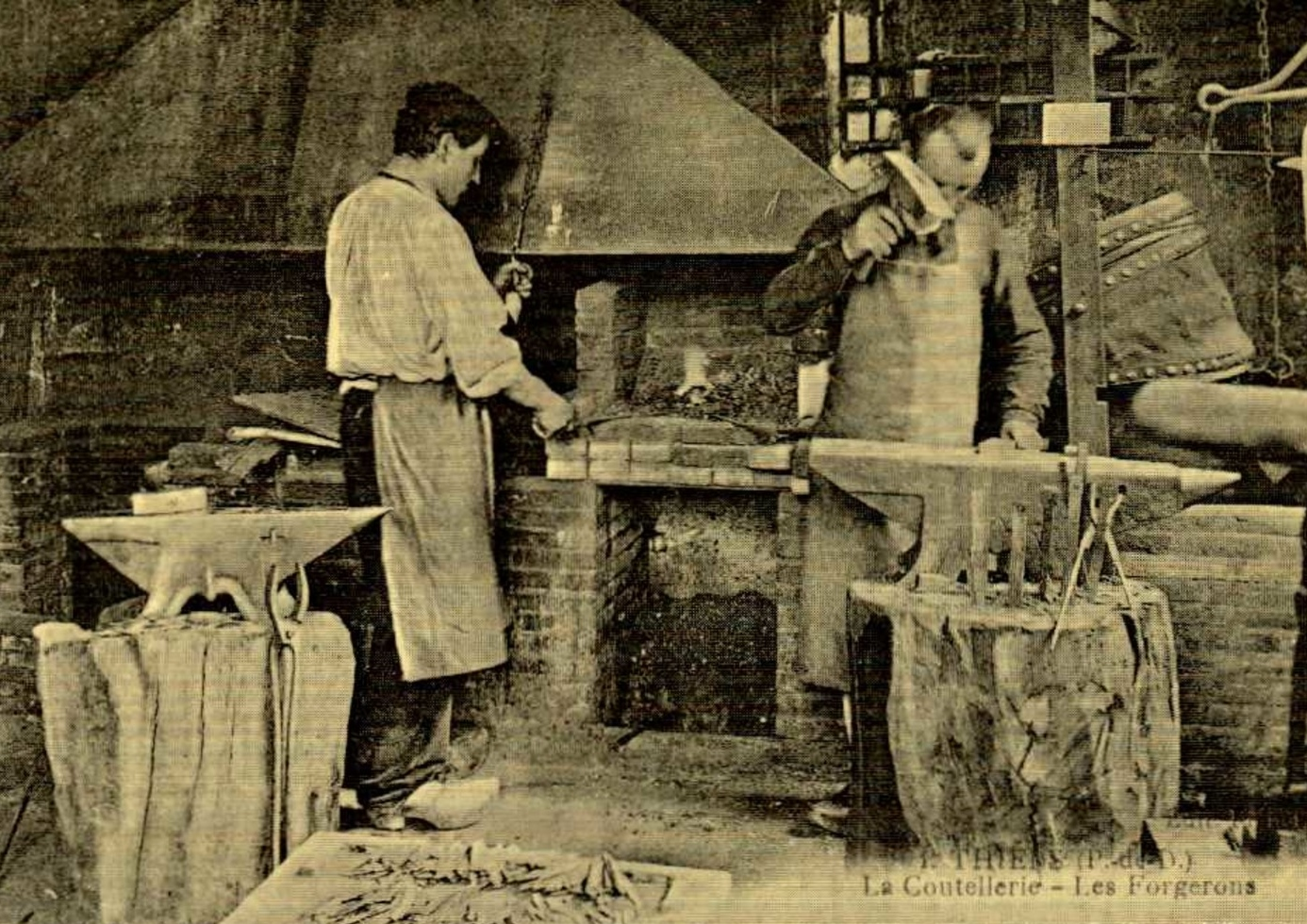
Des forgerons thiernois dans leur atelier.

### Organisation des couteliers thiernois
Dans une optique de produire plus efficacement, les couteliers thiernois adoptent un fonctionnement dès le XVe siècle : la parcellisation du travail. La main-d'œuvre nécessaire pour fabriquer un couteau est disséminée à travers la ville ; il y a une extrême division du travail, les ouvriers sont spécialisés dans un métier, transmis de père en fils, pour lequel ils acquièrent une grande dextérité. Les barres d'acier que les entreprises reçoivent sont d'abord confiées aux « martinaires » qui les amincissent (afin qu'elles puissent être aiguisées) grâce à des martinets mus par la force hydraulique de la rivière. Les forgerons reçoivent ensuite ces barres avec lesquelles ils forgent les pièces de couteau. Ces pièces sont ensuite envoyées aux limeurs, aux perceurs, aux émouleurs puis aux polisseurs qui aiguisent et polissent les lames sur des meules entraînées par la Durolle,. Le fabricant effectue lui-même la trempe, puis, après que le cacheur ait livré les manches,, toutes les pièces sont finalement remises aux monteurs qui habitent les faubourgs de Thiers.

### Commercialisation des couteaux

Le Blason de Thiers, symbolisé par un navire trois-mâts symbolise la puissance commerciale des commerçants thiernois, notamment dans les domaines de la coutellerie, de la papeterie et de la tannerie.

À partir du XVIIe siècle, les couteliers thiernois commercialisent leurs couteaux sur deux marchés différents. Le premier est la vente directe en ville à Thiers. En effet, de nombreux magasins de coutellerie ouvrent leurs portes dans les ruelles de la cité médiévale dès cette date afin que visiteurs et locaux puissent acheter leurs couteaux sur place. Seulement, les Thiernois comprennent rapidement que le marché national est porteur et qu'un potentiel est assez important. Les couteaux de Thiers, réputés pour être de qualité, sont vendus à une population aisée habitant les grandes villes françaises comme Lyon, Paris ou Bordeaux. À partir du XVIIIe siècle, les couteliers thiernois exportent leurs productions en dehors des frontières nationales. Ainsi, nombreux sont les commerçants de Thiers reconnus en Espagne, en Italie et jusque dans les Indes.
Le commerce, et plus particulièrement celui du couteau, est un atout majeur pour la ville de Thiers qui compte déjà plus de 10 000 habitants au XVIIIe siècle. Il participe non seulement à l'essor économique de cette ville, mais également au maintien d'une activité artisanale très présente dans la région. En effet, les autres bassins producteurs de couteaux vendent alors majoritairement leurs productions sur place, et subissent de plein fouet les effets des crises économiques qui touchent la France alors que Thiers résiste du fait de l'exportation.

### Début de l'industrie thiernoise

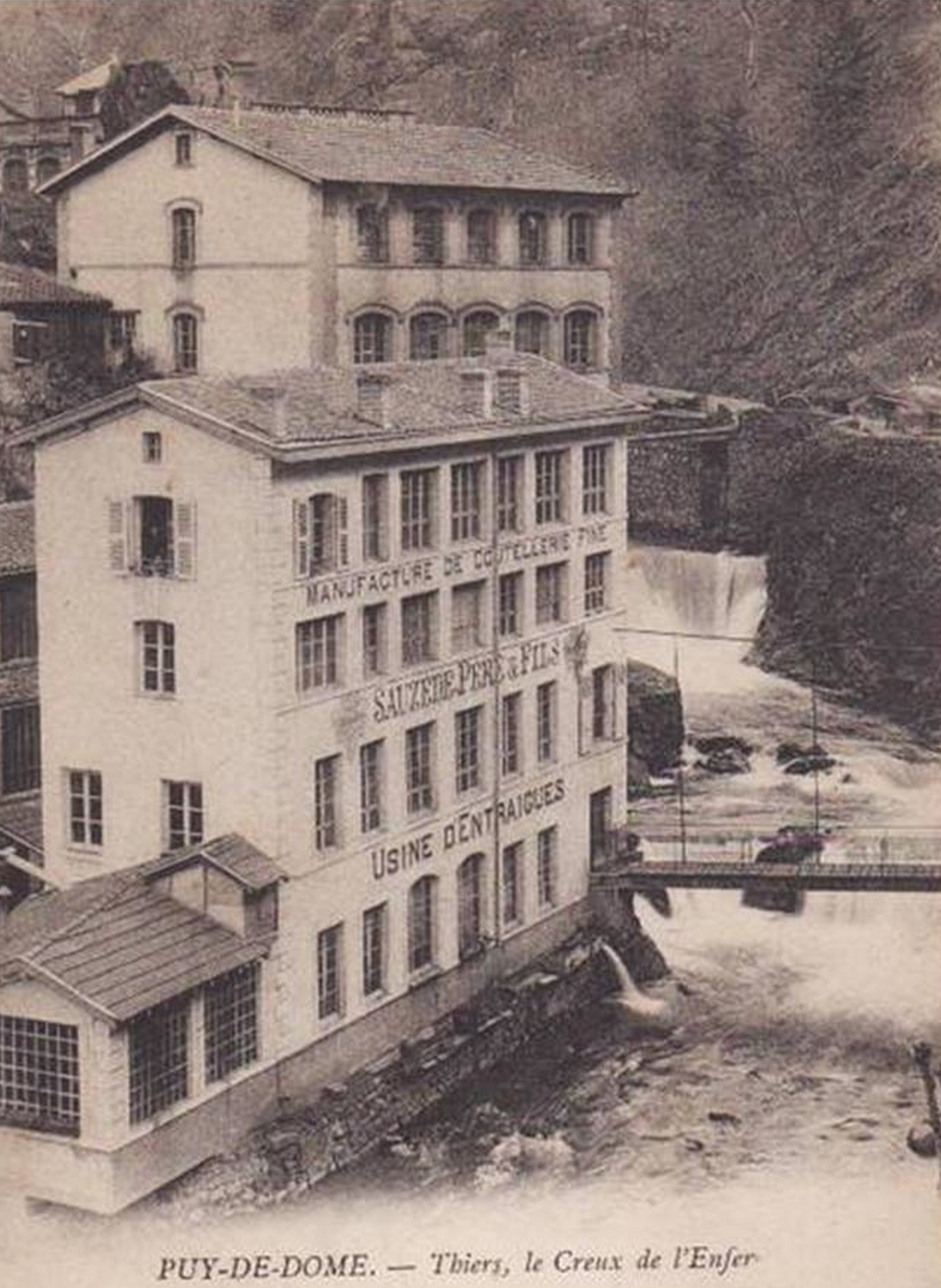
Les usines d'Entraygues et du Creux de l'enfer au début des années 1930.

À partir de 1850, seule la coutellerie parvient à se maintenir avec l'introduction des machines, ce qui préfigure l'avènement de la grande industrie. En effet, les papeteries et les tanneries, qui n'ont pas voulu recourir à une mécanisation, voient leur compétitivité diminuer face à une concurrence importante des Anglais et des Allemands. Les papeteries ne sont plus qu'une vingtaine en 1860 et disparaissent totalement de la ville à la veille de la Première Guerre mondiale. À la fin du XIXe siècle, la concurrence étrangère amène les industries thiernoises à se moderniser. Cette modernisation passe par l'électrification. Un nouveau type d'usines se crée, où sont intégrées toutes les opérations de la coutellerie. 
Alors que la France entame sa révolution industrielle souvent au détriment de l'artisanat, Thiers semble garder son savoir-faire artisanal dans le domaine de la coutellerie. Ainsi, les gorges de la Durolle se divisent en deux vallées. En amont, la vallée des Rouets — devenue la troisième partie visitable du musée de la coutellerie en 1998 — reste dans une optique de production artisanale avec l'image des vieux rouets qui utilisent encore la force motrice de la rivière pour fonctionner et en aval, jusque dans la ville-basse de Thiers, les grandes usines — électrifiées après 1900 — s'installent dès 1860 sur les rives étroites de la Durolle,.

### Conditions de travail
Les conditions de travail des couteliers sont connues pour être très pénibles et dangereuses dès le Moyen Âge. Chez les artisans, la position couchée unique au monde utilisée par les émouleurs pour émoudre leurs lames de couteaux et être plus productifs rend la tâche périlleuse lorsque la meule entraînée rapidement par la force motrice de la rivière explose. L'émouleur est alors projeté au plafond et les chances de survie sont assez faibles. S'ajoutent les températures relativement basses au fond des gorges de la Durolle et l'humidité très présente. Du côté des ouvriers, les ateliers sont également dangereux et périlleux. La température ambiante peut y dépasser la barre des 50 °C tandis que le taux d'humidité reste très élevé. Les machines qui travaillent le fer comme les martinets, les marteaux-pilons ou les découpoirs sont extrêmement puissantes et les erreurs d'inattention des ouvriers ne pardonnent pas. Le bruit est également très présent et résonne jusque dans le centre-ville de Thiers. L'atmosphère générale de ces ateliers est très gênante pour la respiration des ouvriers ; la poudre du charbon utilisé pour faire chauffer les fours est toxique pour l'homme.

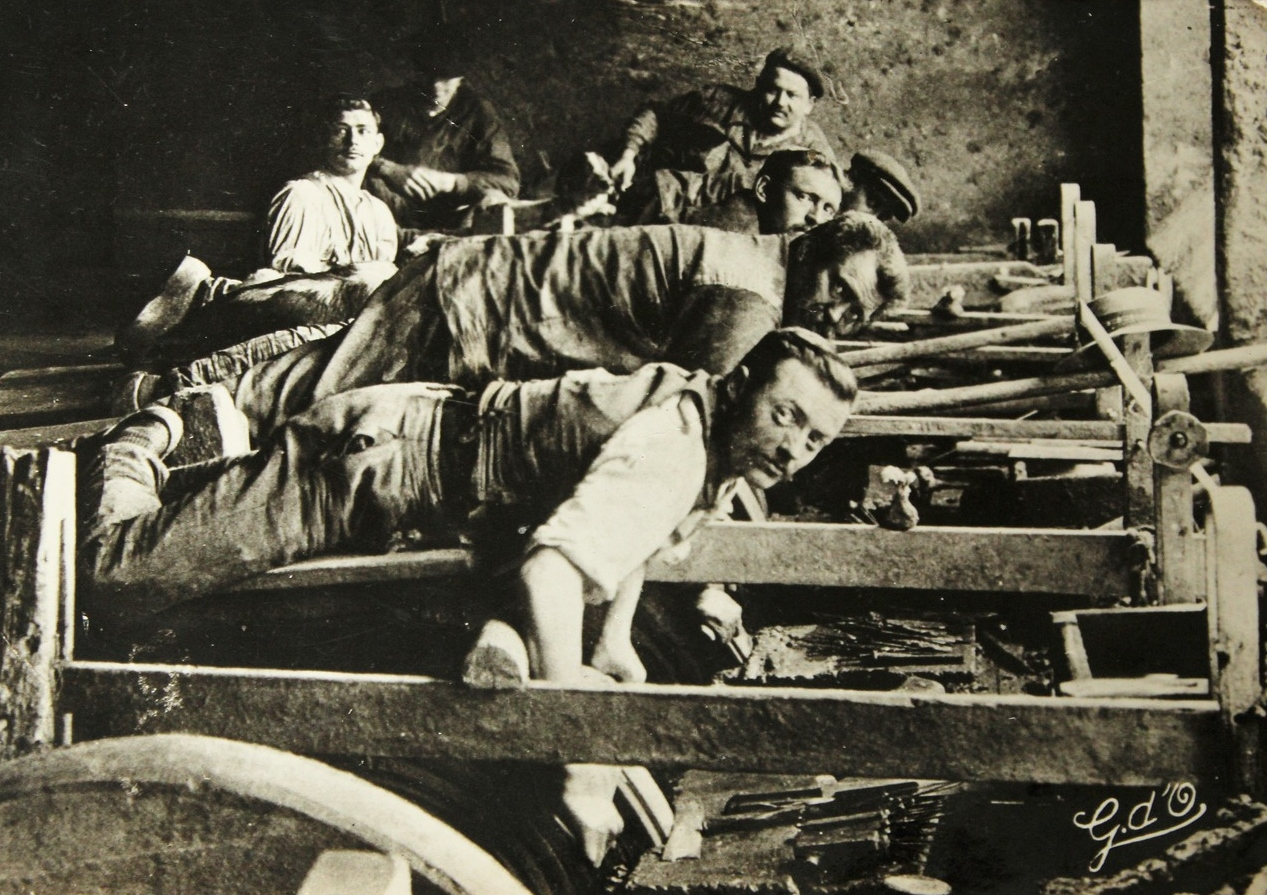
Des émouleurs thiernois dans leur rouet au tout début du XXe siècle.
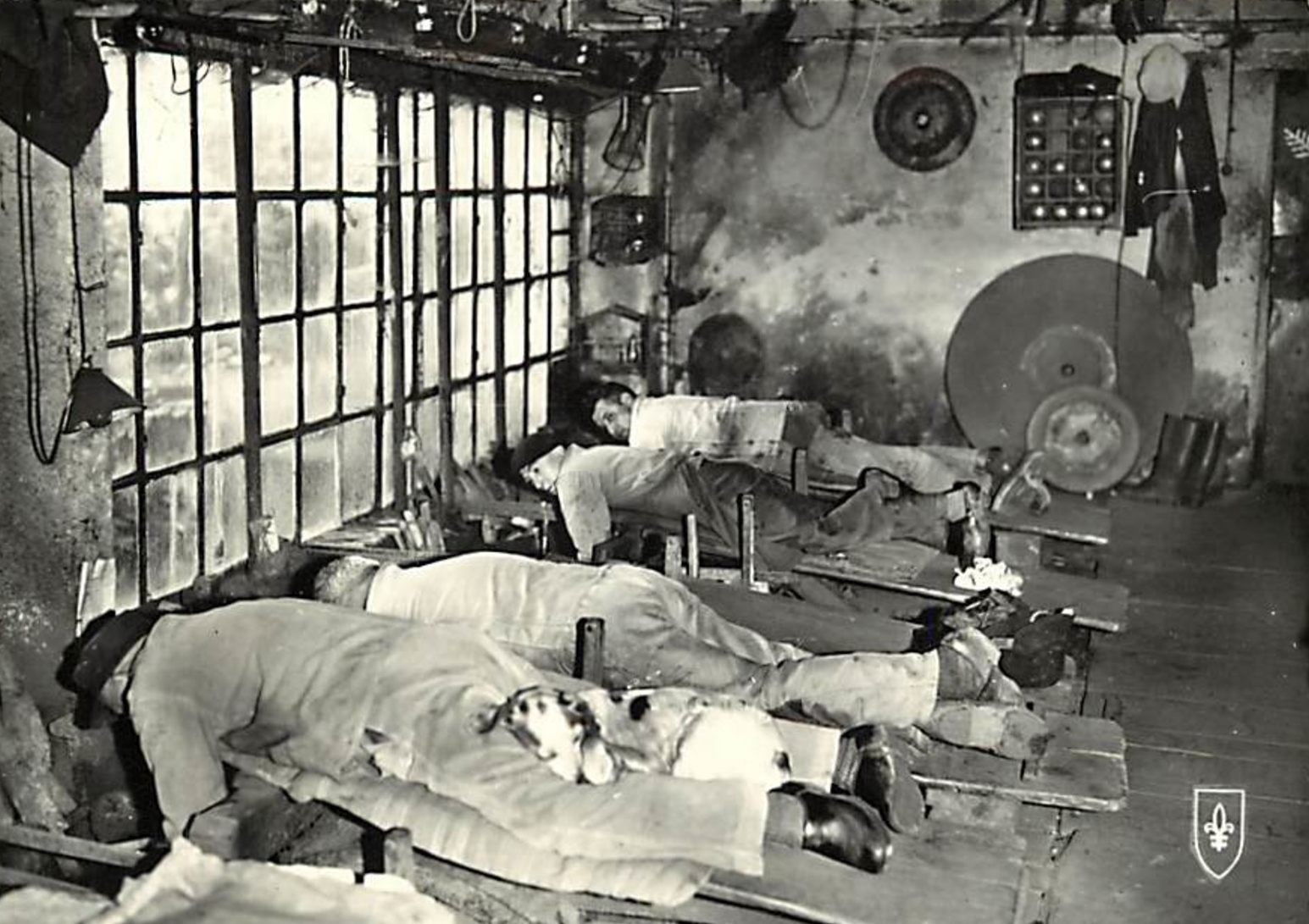
Des émouleurs thiernois dans leur atelier au début du XXe siècle.
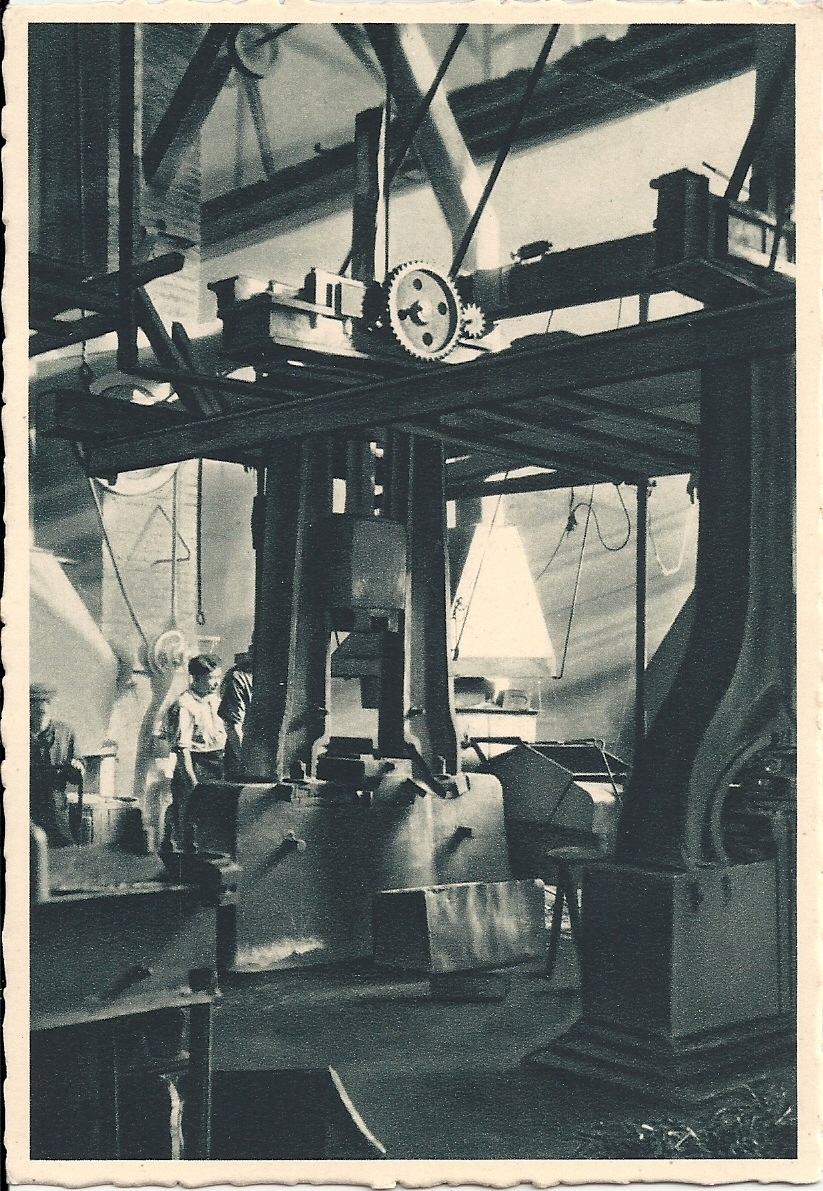
Un marteau-pilon dans un atelier de la Société générale de coutellerie et d'orfèvrerie au début des années 1930.
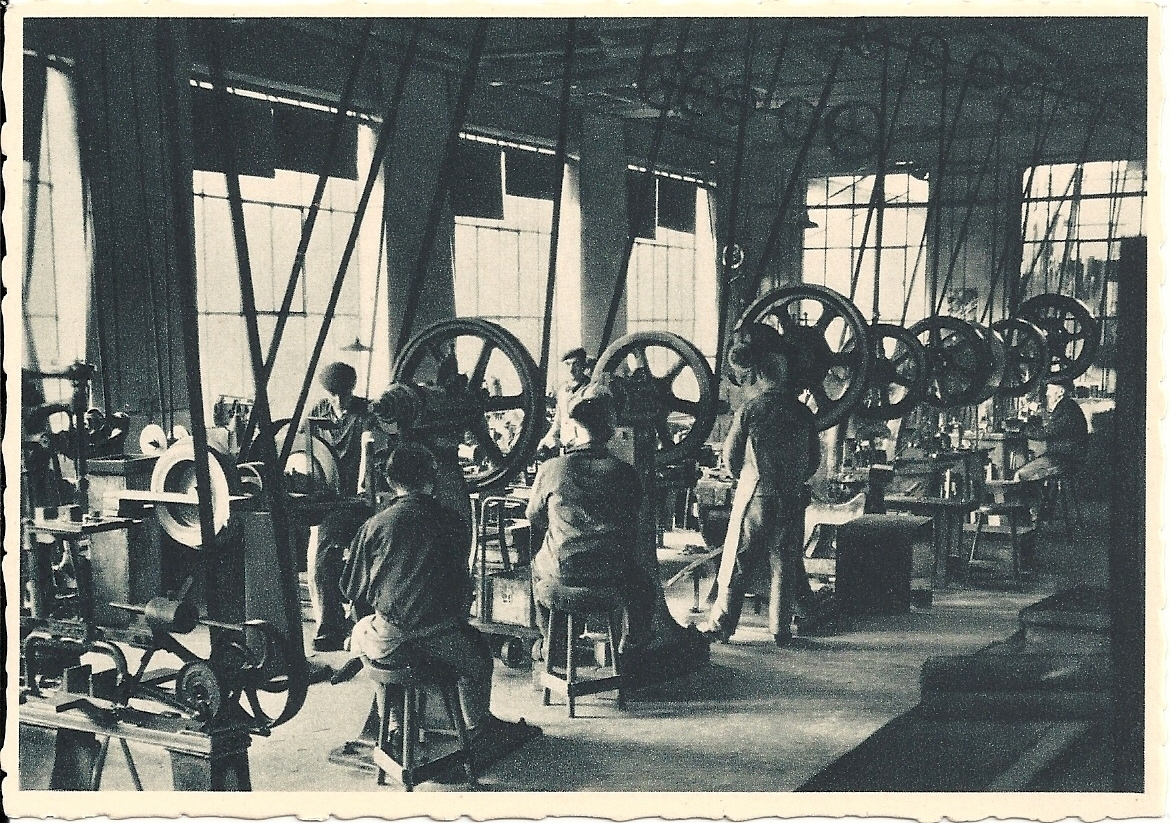
Intérieur d'un atelier de la Société générale de coutellerie et d'orfèvrerie au début des années 1930.

### Crises économiques duXXesiècleet fluctuations des productions

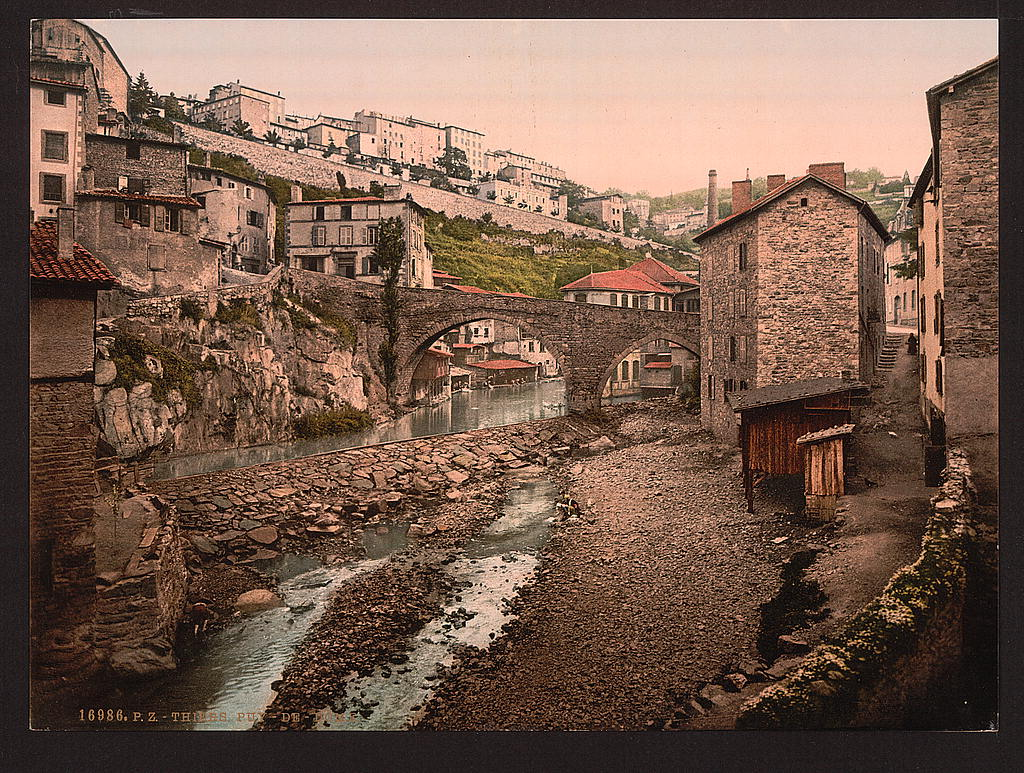
La partie nord de la vallée des usines au début du XXe siècle.

#### Problèmes liés à l'utilisation de l'eau
Les problèmes concernant les eaux de la Durolle sont de plus en plus nombreux au début du XXe siècle. En premier lieu, le débit de la rivière en été reste très bas et très irrégulier, provoquant un chômage relatif. En effet, les usines utilisant la force motrice de la rivière ne peuvent travailler sans un débit d'eau suffisant. En hiver, le phénomène s'inverse : la Durolle d'hiver devient un torrent en crue avec une force considérable. La ville de Thiers est l'une des villes les plus vulnérables du département du Puy-de-Dôme face aux crues et la vallée des Usines est le quartier de la ville le plus touché lors de ces événements.
Pour ne plus dépendre des caprices de la Durolle, les usines utilisent la force motrice électrique dès 1903. La Durolle permet d'obtenir une puissance d'environ 1 000 chevaux par jour en moyenne en 1920 contre 1 500 chevaux pour l'énergie d'origine électrique.
La puissance moyenne par jour de la force motrice électrique s'établit ainsi :
| année | puissance en cheval-vapeur |
| ----- | -------------------------- |
| 1903  | 170                        |
| 1908  | 803                        |
| 1914  | 1 123                      |
| 1920  | 1 500                      |

L'indépendance des usines face à la Durolle leur permet de devenir des « usines complètes ». Ainsi, dans la vallée de la Durolle, plus de 12 000 ouvriers et 550 fabricants sont présents en 1912. Le bassin thiernois est alors le plus gros bassin français de production de couteaux et d'outils possédant une lame, loin devant ceux de Châtellerault, Nogent-en-Bassigny et Paris et à égalité avec Sheffield au Royaume-Uni. Mais à partir de cette date, la production connaît de nombreuses fluctuations :
| année | production en tonnes |
| ----- | -------------------- |
| 1912  | 3 108 t              |
| 1918  | 1 210 t              |
| 1920  | 2 618 t              |

#### Reconstruction d'après guerre
Si dans les années 1930 Thiers est la plus importante ville de France pour la coutellerie, lors de la reconstruction après la Seconde Guerre mondiale, la ville connaît une multiplication de petites entreprises. Les ouvriers se mettent à leur compte et créent une multitude d'entreprises de taille très modeste. Les grandes usines de la ville sont donc accompagnées par des microentreprises qui emploient un petit nombre d'ouvriers. Dans ces dernières, la main-d'œuvre reste essentiellement familiale. Les patrons travaillent comme des ouvriers à l'atelier tandis que, généralement, les femmes s'occupent de la comptabilité et du secrétariat. Dans ces petites entreprises, les relations entre les ouvriers et le patron passent le plus souvent par le tutoiement, symbole d'une bonne relation entre eux.

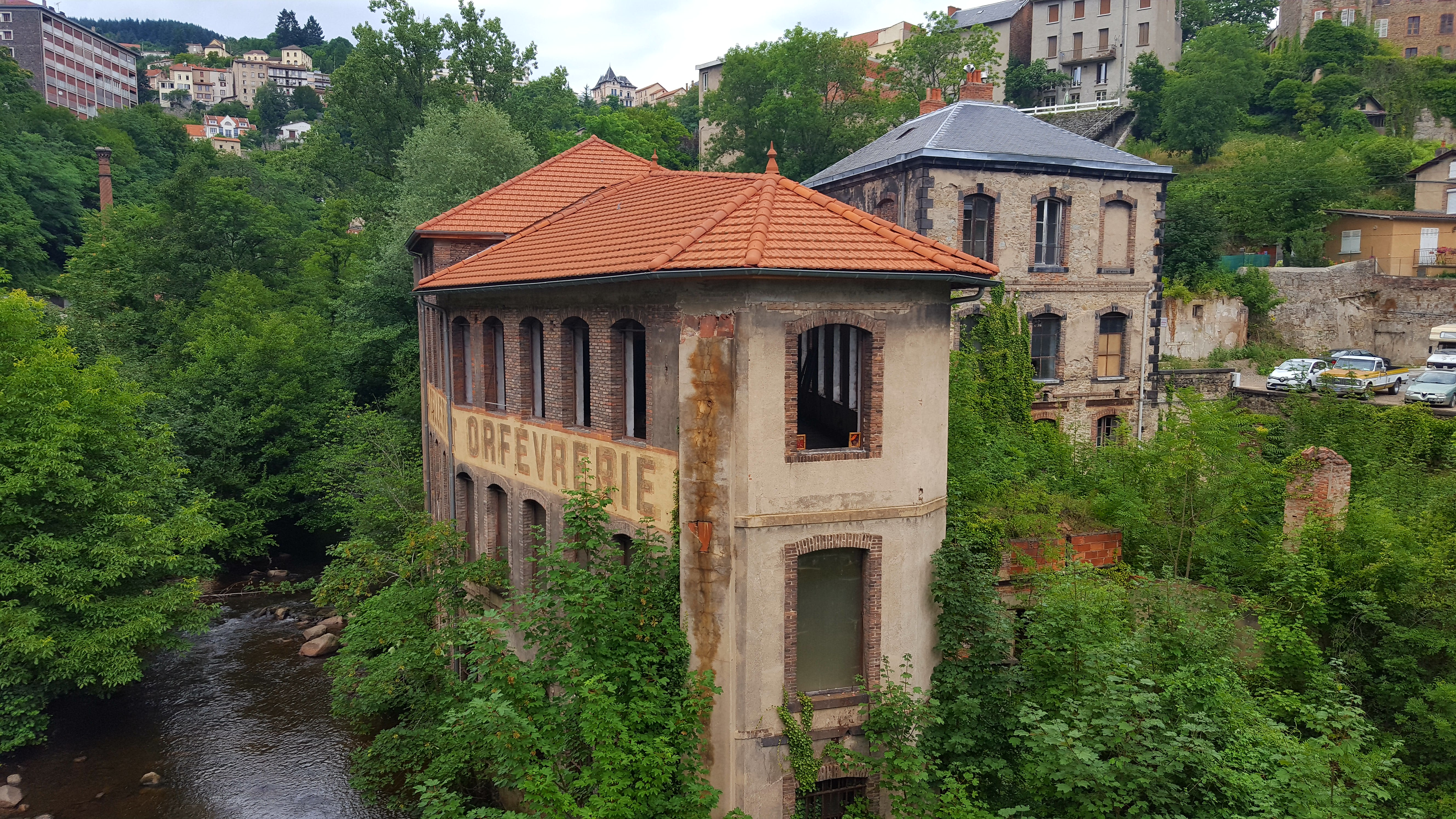
L'ancienne usine du pont de Seychalles également connue sous le nom de Société générale de coutellerie et orfèvrerie prise en juillet 2017.

La production de couteaux ne cesse d'augmenter à Thiers jusqu'au début des années 1970. Ainsi, des usines rouvrent dès 1945 comme celles du Creux de l'enfer et du May. Thiers se tourne alors vers une « mono-industrie coutelière » où la coutellerie occupe une place très importante dans la santé économique de la ville.

#### Fin des trente glorieuses
À partir du début des années 1970 — et ce jusqu'au début des années 2010 —, le nombre d'emplois dans la coutellerie ne cesse de diminuer à Thiers. Ainsi, alors que cette industrie emploie encore près de 9 000 personnes au début des années 1970, ils sont 3 000 employés au début des années 2000,. De nombreuses entreprises ferment leurs portes définitivement à cause d'une concurrence étrangère trop importante à partir de 1980, à laquelle les couteliers thiernois arrivent difficilement à faire face ; cette concurrence provient essentiellement des produits asiatiques à bas prix,.
À la fin du XXe siècle, les usines de coutellerie se modernisent encore une fois et, désormais, la Durolle n'est plus utilisée comme source d'énergie, l'électricité l'ayant totalement remplacée. Les entreprises quittent la vallée des Usines pour les zones industrielles à partir des années 1960,. En 2020, de nombreuses friches industrielles jonchent cette dernière,. Parmi elles, certaines sont reconverties en musée ou en centre d'art contemporain comme l'usine du May ou l'usine du Creux de l'enfer,. D'autres sont à l'abandon comme l'usine Ferrier usinage et celle du pont de Seychalles,.

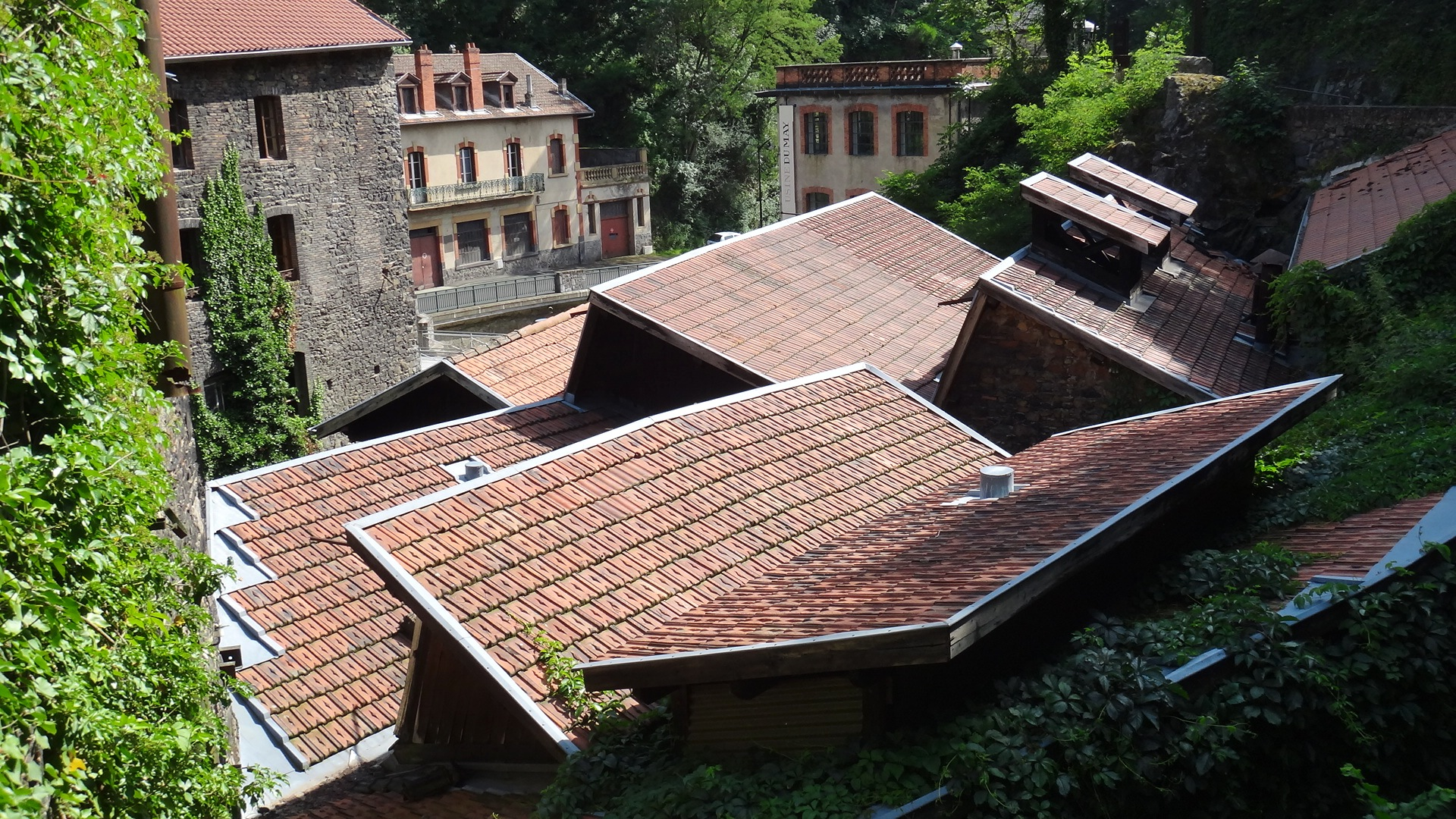
Les forges Mondière.
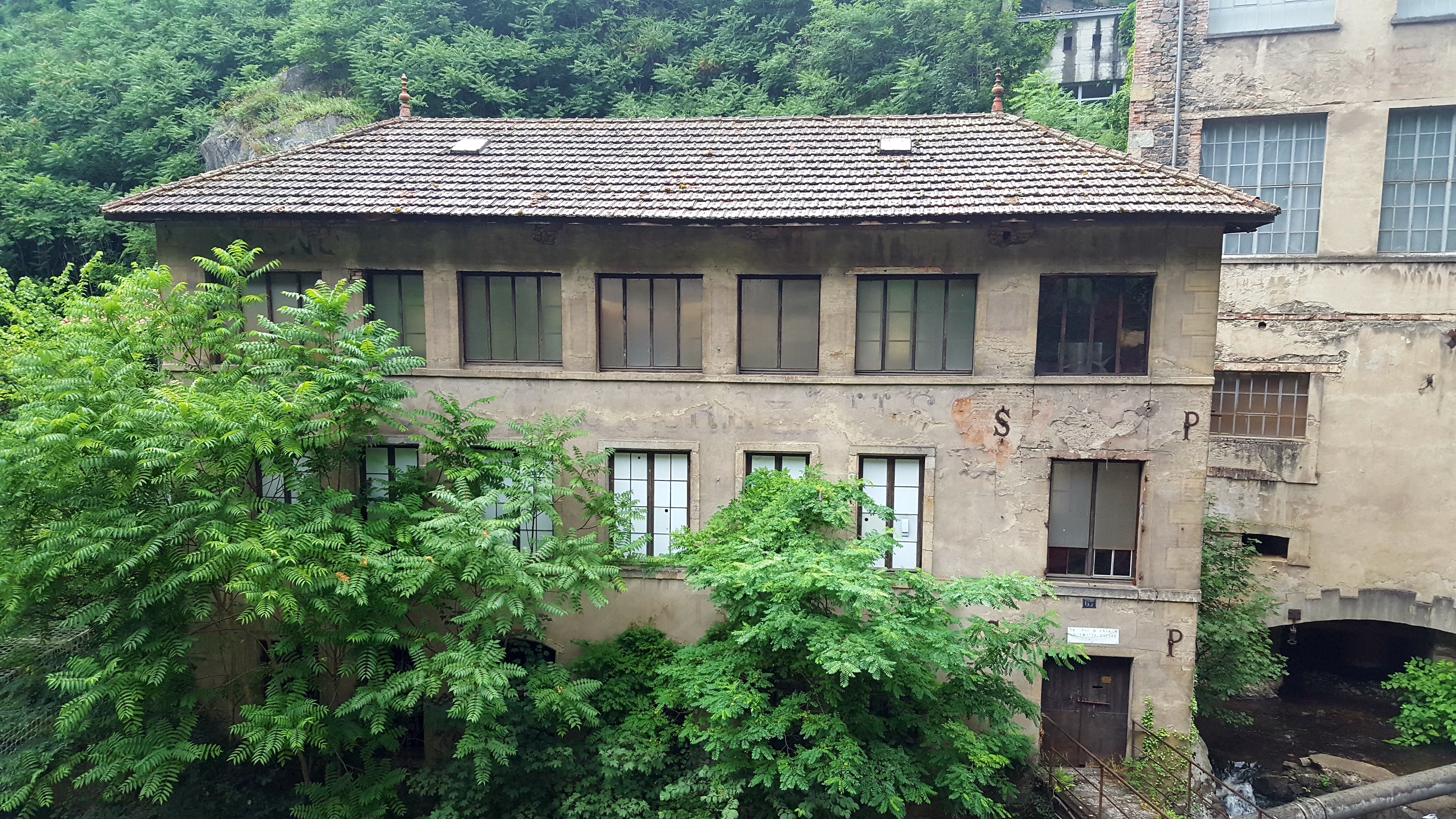
L'usine d'Entraygues.
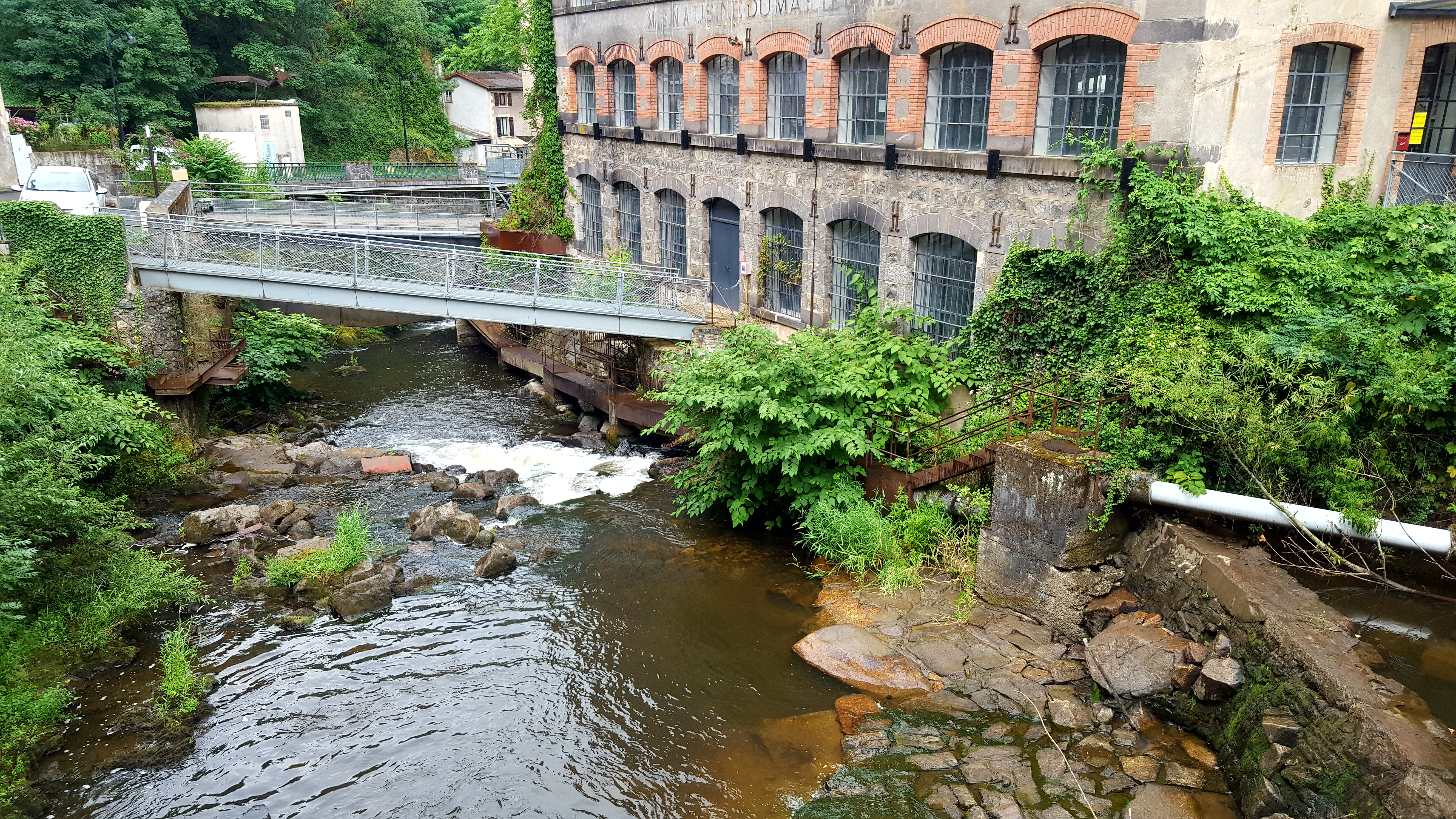
L'usine du May.
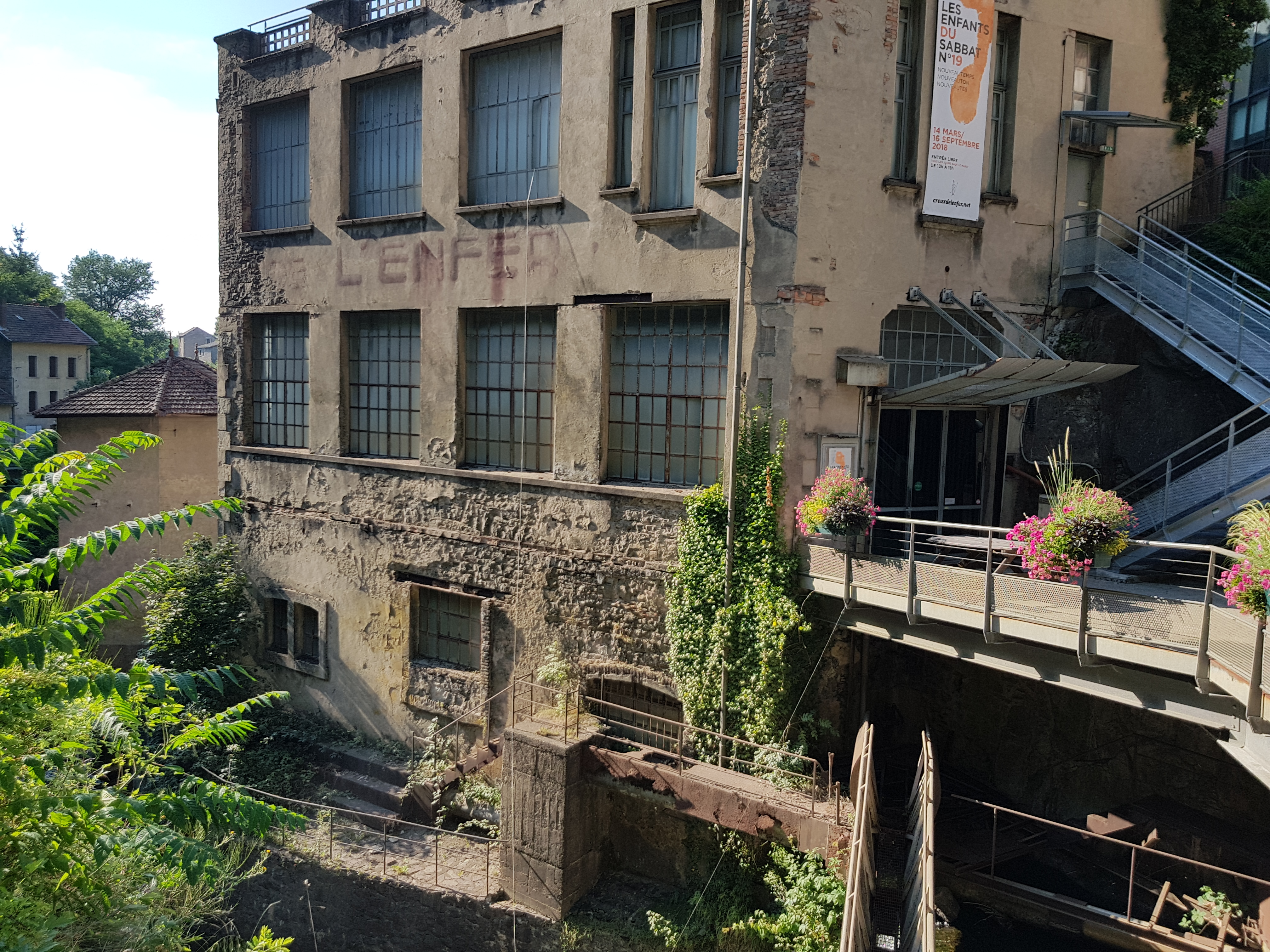
Le Creux de l'enfer.

## Fabrication

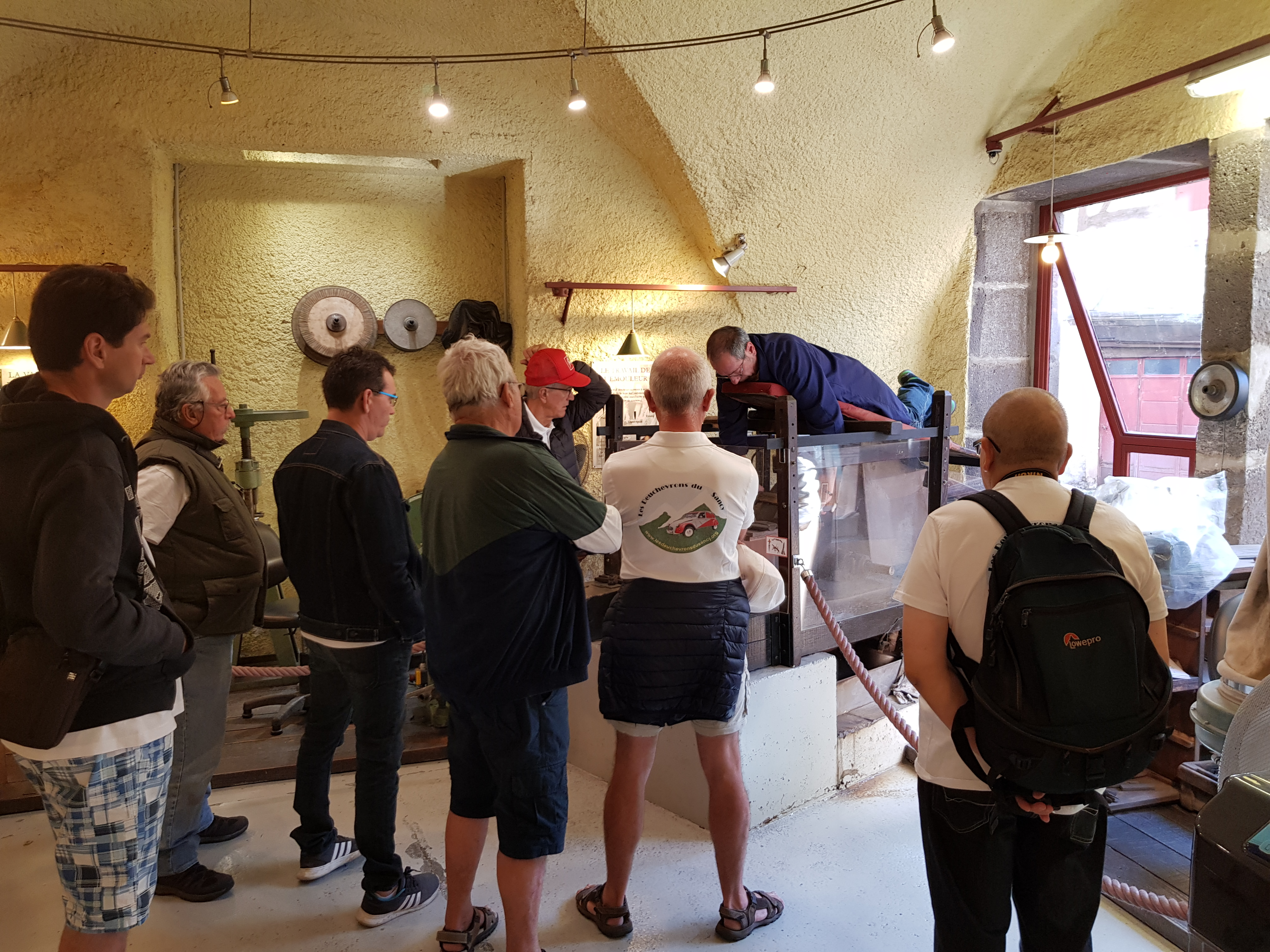
Un coutelier en train d'émoudre un couteau au musée de la coutellerie de Thiers.

Plusieurs étapes, mélangeant les techniques modernes aussi bien que traditionnelles sont nécessaires pour réalisation un couteau à Thiers. Le choix des aciers qui vont composer la lame inoxydable et qui lui donneront son tranchant dans un premier temps, suivi par la découpe à partir d'outils, de découpe laser numérique ou par la méthode de l'estampage, l'émoulure qui va donner le tranchant à la lame, les traitements thermiques ou encore le trempage.
Pour accompagner la lame, le coutelier fait le choix de matériaux qui vont constituer le manche du couteau. Parmi eux, le bois, la corne, l'ivoire ou la dent de mammouth, les matériaux synthétiques qui apporteront de la couleur ou encore le métal.
Une fois une lame tranchante et un manche travaillé prêts à être assemblés, interviennent le montage et l'ajustage des différentes parties du couteau, toujours faits à la main au sein de la Confrérie du couteau Le Thiers. Le travail s'achève par le polissage, qui donne le brillant et l'aspect final au couteau, le marquage et enfin l'affûtage.

## Place de la coutellerie dans la société thiernoise

### Une production en crise au début duXXIesiècle
Thiers reste le plus grand centre français de coutellerie malgré une baisse générale de la production dans la deuxième moitié du XXe siècle. Ainsi, en 2015, la CCI compte sur l'arrondissement de Thiers 78 fabricants de coutellerie pour un emploi direct de 852 personnes et indirect de près de 2 000 personnes,. À ceux-ci, s'ajoutent 34 artisans couteliers. 94 % des établissements et 99 % des emplois liés à la coutellerie en Auvergne sont situés à Thiers. Les fabricants de coutellerie de l'arrondissement de Thiers représentent 17 % des industries et 15 % des emplois industriels de l'arrondissement. Ces industries coutelières sont de taille légèrement supérieure à la moyenne des industries régionales : 10,9 emplois en moyenne par établissement. La moitié des entreprises coutelières sont ouvertes depuis plus de 20 ans et la très grande majorité d'entre elles sont indépendantes des grands groupes industriels : seulement 21 % d'entre eux appartiennent à un groupe.
30 % de la production thiernoise est exportée en 2013. Les dépôts de bilans et fusions d'entreprises familiales évoluent à une rythme croissant, en raison de la concurrence du sud-est asiatique et de la délocalisation d'une part croissante de la coutellerie industrielle. La crise de la production amène l'État français à élaborer en 2004 un contrat territorial afin « d'éviter la disparition d'entreprises par défaut d'adaptation à la concurrence actuelle », mais son impact comme celui du système productif local reste faible,. En particulier, la culture entrepreneuriale thiernoise — sens de l'entrepreneuriat, volonté d'indépendance — s'avère « peu propice à la mise en œuvre d'une stratégie collective de territoire » comme le système productif local. Ainsi, « cinq ou six des principales entreprises coutelières de Thiers sous-traitent déjà une partie de leur propre production en Chine » en 2005.
Malgré une baisse générale du nombre d'emplois liés à la fabrication de couteaux sur l'arrondissement de Thiers, le nombre d'établissements de coutellerie parvient à augmenter légèrement entre 2009 et 2014.

Lors de cette crise, le paysage industriel évolue radicalement, sous l'impulsion des pouvoirs publics : depuis les années 1990, la coutellerie « cède la première place aux autres branches de la métallurgie, c’est-à-dire à l’ensemble des activités autrefois sous-traitantes de la coutellerie qui, par voie de dérivation à partir des années 70, ont élargi leurs domaines de compétence à d’autres secteurs industriels ».

Des coutelleries dans des zones industrielles à Thiers
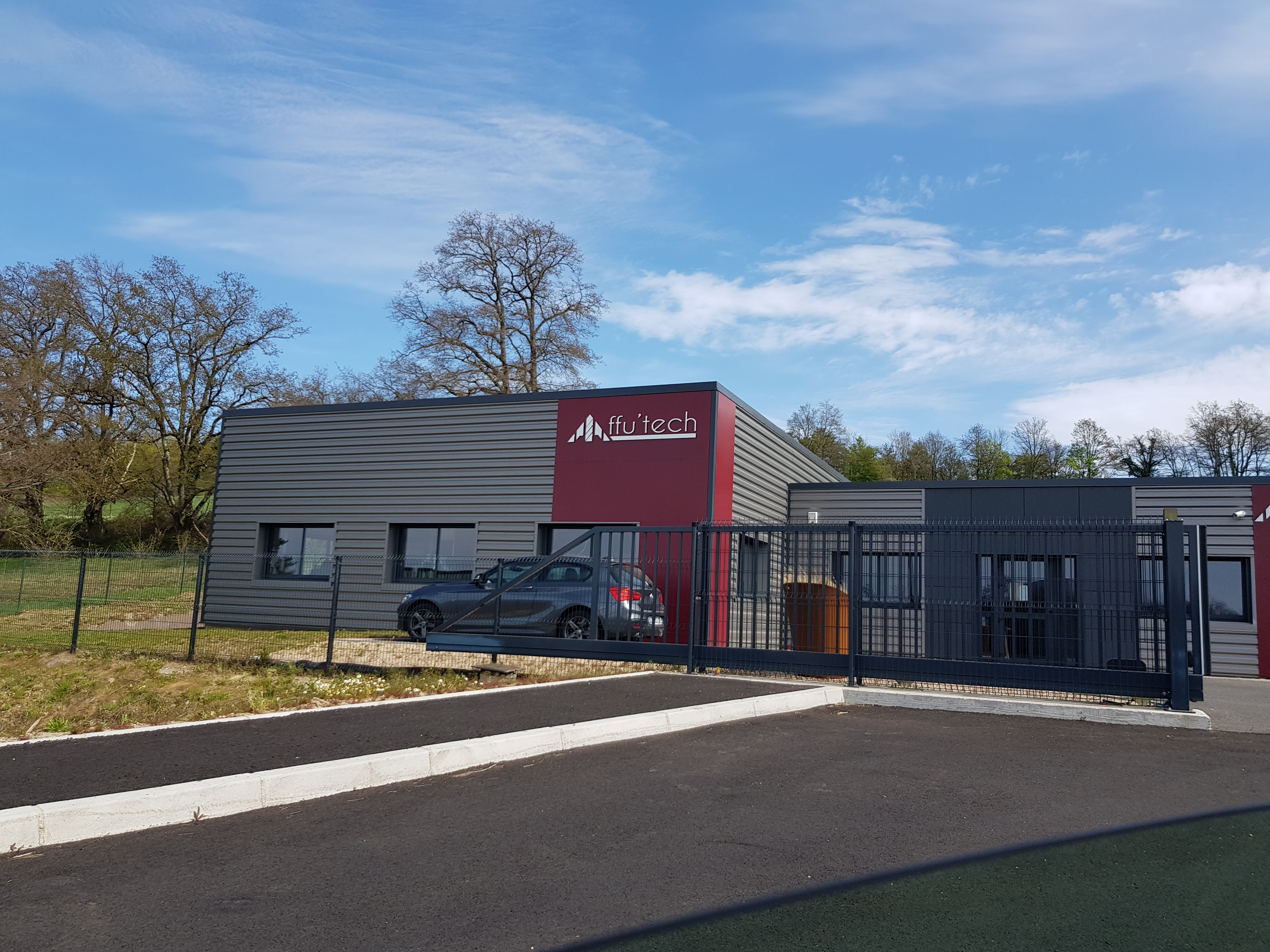
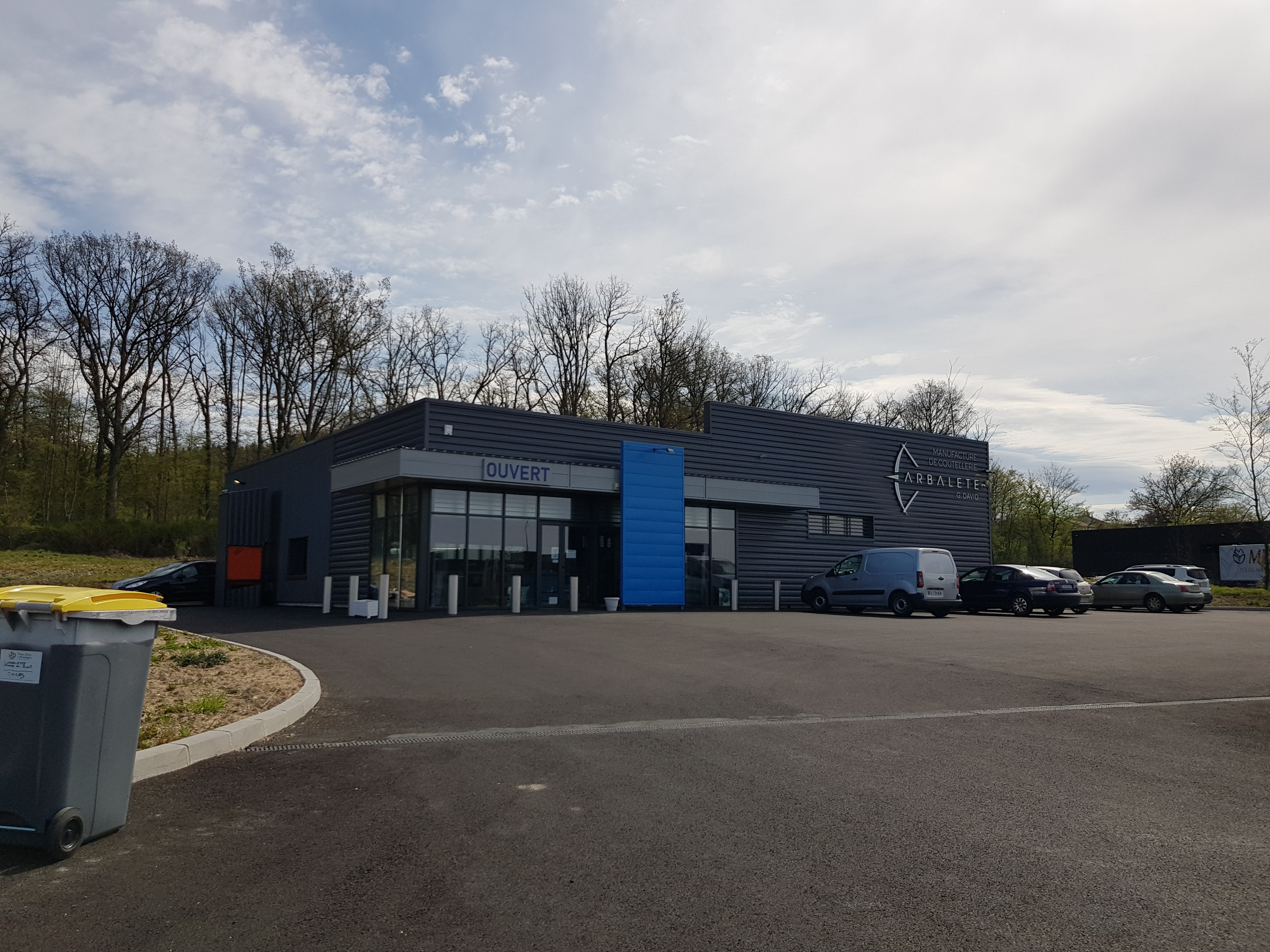
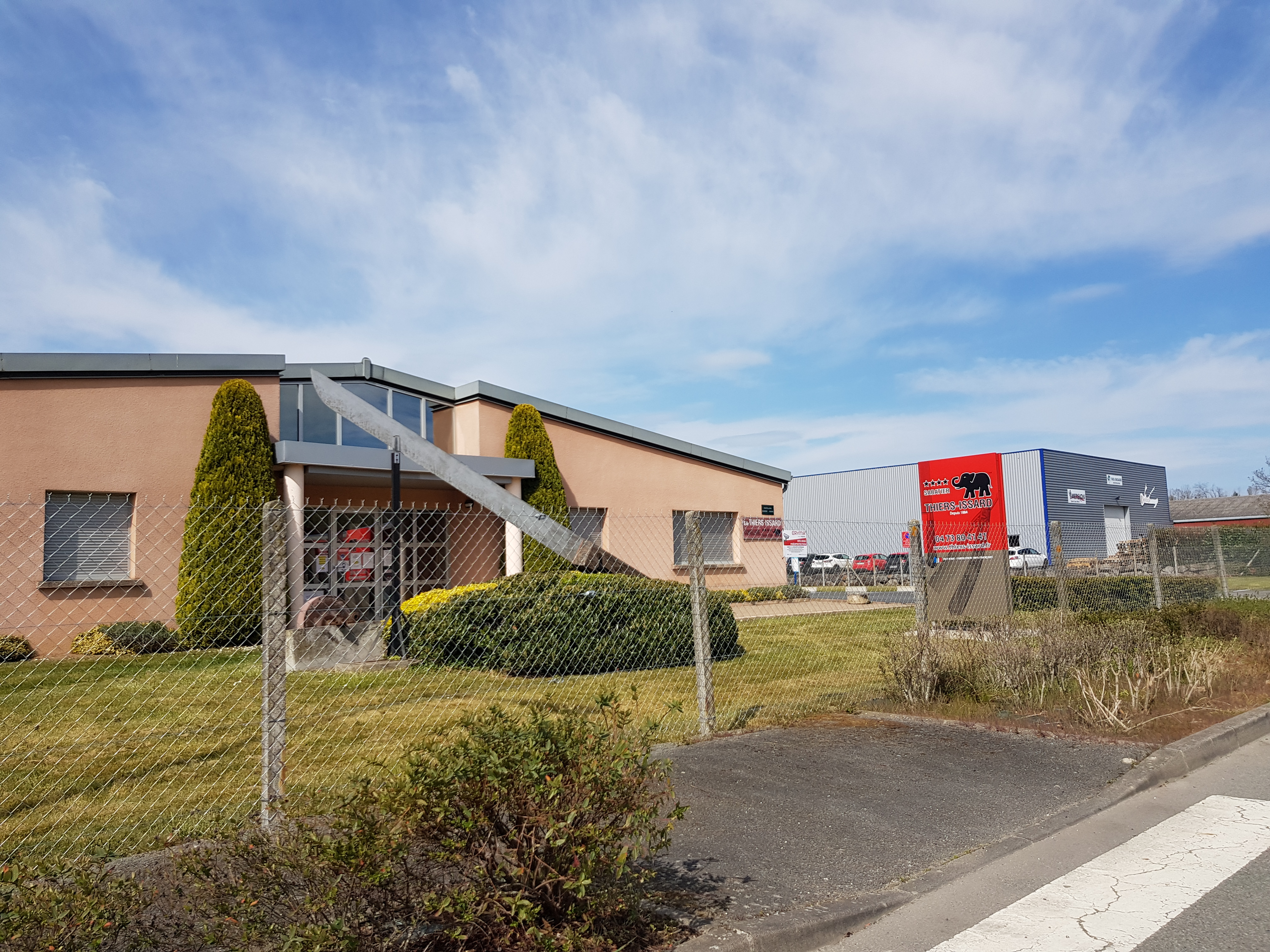
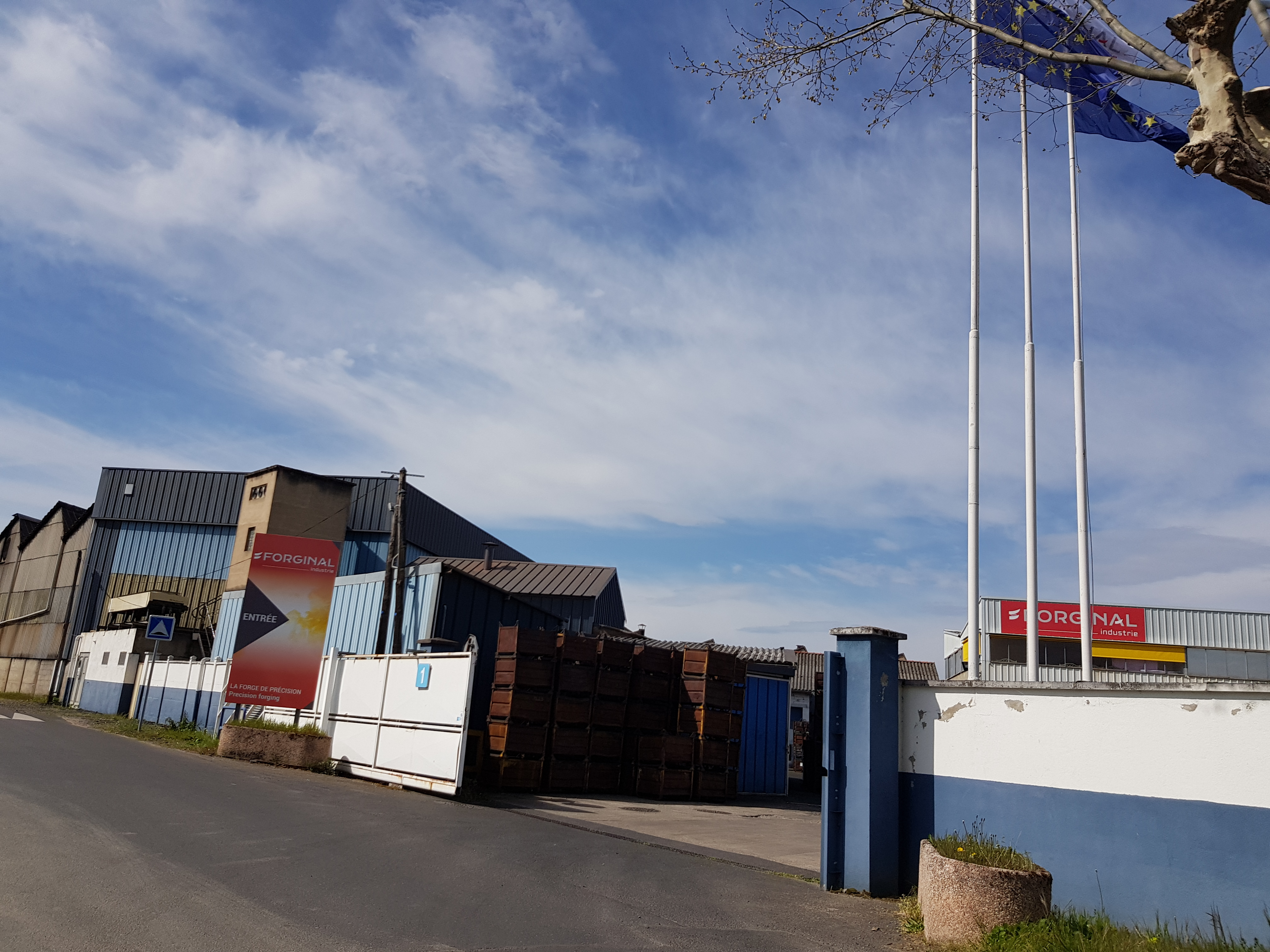

### Valorisation de l'artisanat d'art

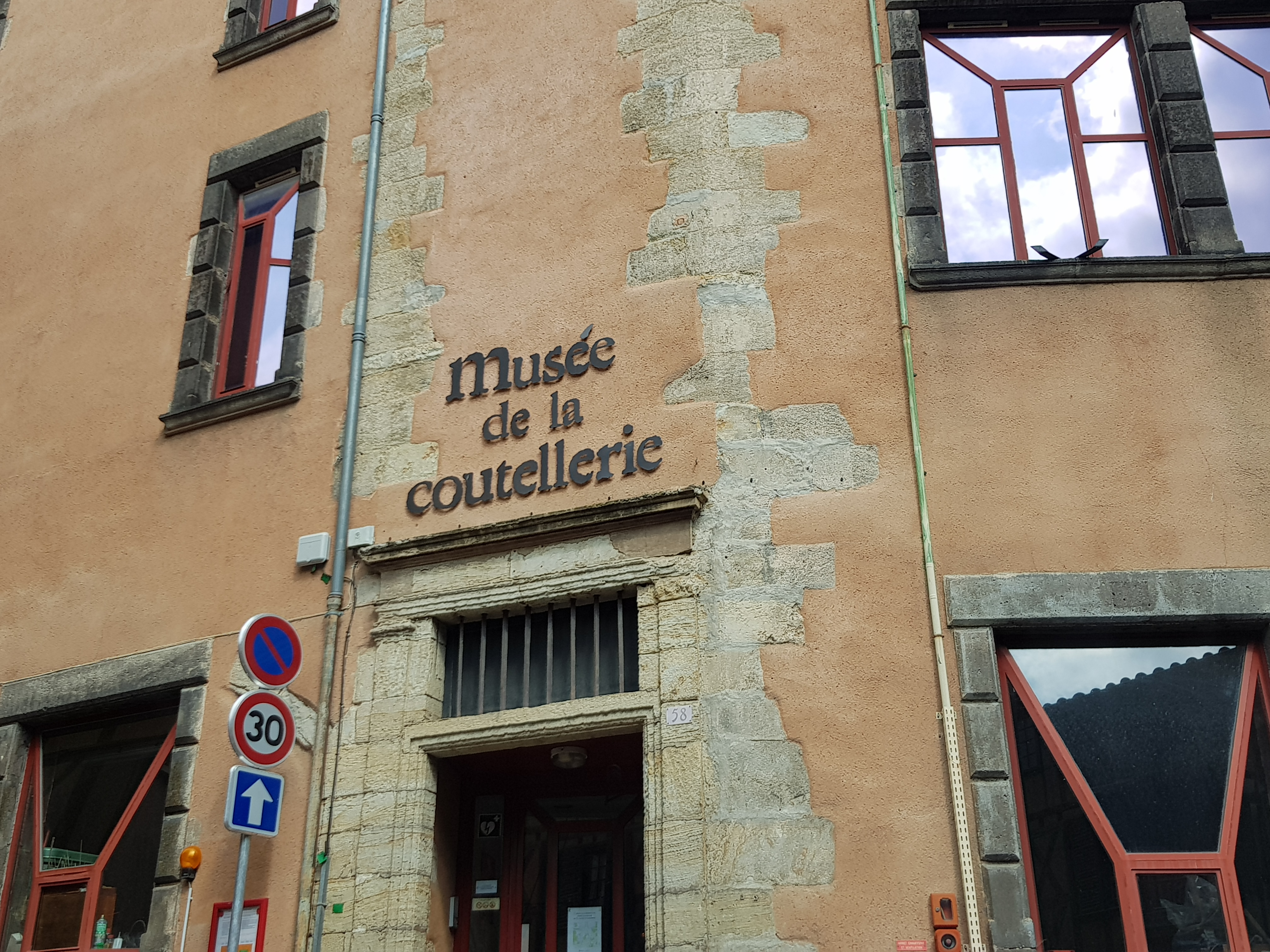
La partie n°2 du musée de la coutellerie en 2017.

Si Thiers produit encore 80 % de la consommation française de couteaux en 2018, les productions s'orientent peu à peu vers de l'artisanat d'art. En effet, le festival du couteau d'art et de tradition Coutellia montre que ce type de production prend de l'ampleur. Thiers est également membre du réseau « Ville et métiers d'art » qui favorise l’installation de professionnels des métiers d’art dans cette dernière.

### Image d'une «ville coutelière»
L'image générale de la ville de Thiers est fortement associée à la production de couteaux. Ainsi, il n'est pas rare que les surnoms « cité coutelière » et « Thiers la coutelière » soient utilisés pour qualifier cette commune. Sur le plan international, le festival Coutellia affirme la position qu'occupe Thiers de « capitale mondiale de la coutellerie » et rapproche l'image de la ville à son histoire industrielle,. Ce dernier rassemble 230 couteliers d’art et couteliers-fabricants venus de 22 pays et attire plus de 6 000 visiteurs chaque année,. Afin de promouvoir le couteau thiernois, un couteau éponyme au nom de la ville est créé dès 1993 : Le Thiers. Il devient au fil des années un emblème de la ville et son succès commercial amène une grande partie des couteliers thiernois à créer leur version du couteau.

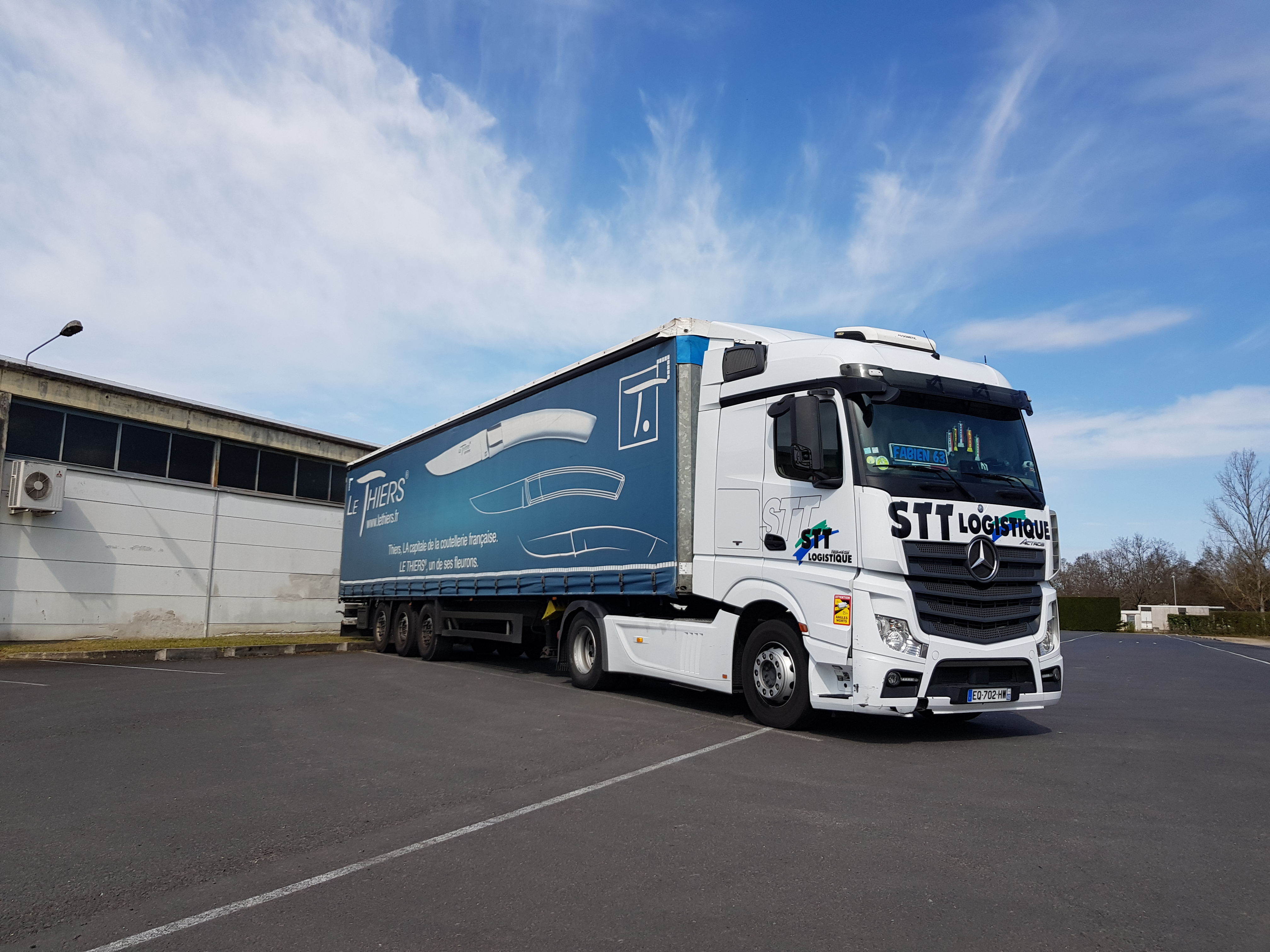
Un camion stationné sur le parking d'une usine thiernoise vantant le statut de « capitale de la coutellerie » que détient Thiers et valorisant également le couteau Le Thiers.

Dans l'optique de créer un lieu de mémoire et d'histoire, et afin de conserver et valoriser le patrimoine matériel et immatériel de bâtiments, d'objets et de gestes issus de sept siècles de coutellerie, la municipalité crée le musée de la coutellerie en 1982,. Établi en plein cœur de la cité médiévale de Thiers, il est le 4e musée le plus visité de l'ancienne région Auvergne avec plus de 23 000 visiteurs en 2016.
Dans la continuité du musée de la Coutellerie, d'autres lieux d'expositions, de fabrications ou de démonstrations ouvrent leurs portes au public afin de valoriser la coutellerie thiernoise à partir des années 1990. C'est le cas des ateliers le Thiers, de la cité des couteliers, l'usine du May ou encore de la vallée des Rouets. Cette dernière est en partie classée deux étoiles par le guide vert Michelin avec la mention « Mérite le détour ».

## Protection

### Absence d'AOC et projet d'IGP
Aucune appellation d'origine contrôlée (AOC) n'a été mise en place pour identifier un couteau dont les étapes de fabrication sont réalisées dans la région thiernoise et selon un savoir-faire reconnu. Malgré cette absence de protection, un projet d'AOC est en réflexion depuis 2005 pour protéger la fabrication du couteau Laguiole. Dans un premier temps, l'AOC prévoyait d'intégrer uniquement le village de Laguiole mais la réflexion semble s'orienter vers une appellation commune à Thiers et à Laguiole, 80 % des Laguioles fabriqués en France étant produits à Thiers en 2017,. La coutellerie de Thiers ne fait pas partie de l'inventaire du patrimoine culturel immatériel français.
Le ministère de l'Artisanat, du Commerce et du Tourisme étudie depuis la fin des années 2000 un projet d'indication géographique protégée (IGP) pour protéger la production du Laguiole en France. Un cahier des charges de l'IGP Laguiole est en cours d'élaboration en 2012 autour d'un consensus réunissant la majorité des couteliers issus de Thiers ou de Laguiole : il suscite cependant un différend durable, y compris judiciaire, entre les deux villes.
La fédération française de coutellerie, organisation interprofessionnelle installée à Thiers, plaide pour l'adoption d'un label protecteur tel Origine France garantie. Cependant, le maire de la commune, lui-même industriel estime en 2005 qu'il s'agit d'un combat d'arrière-garde, et qu'il faut plutôt réfléchir à « l'innovation, à de nouvelles fonctionnalités, à des marchés de niche ».

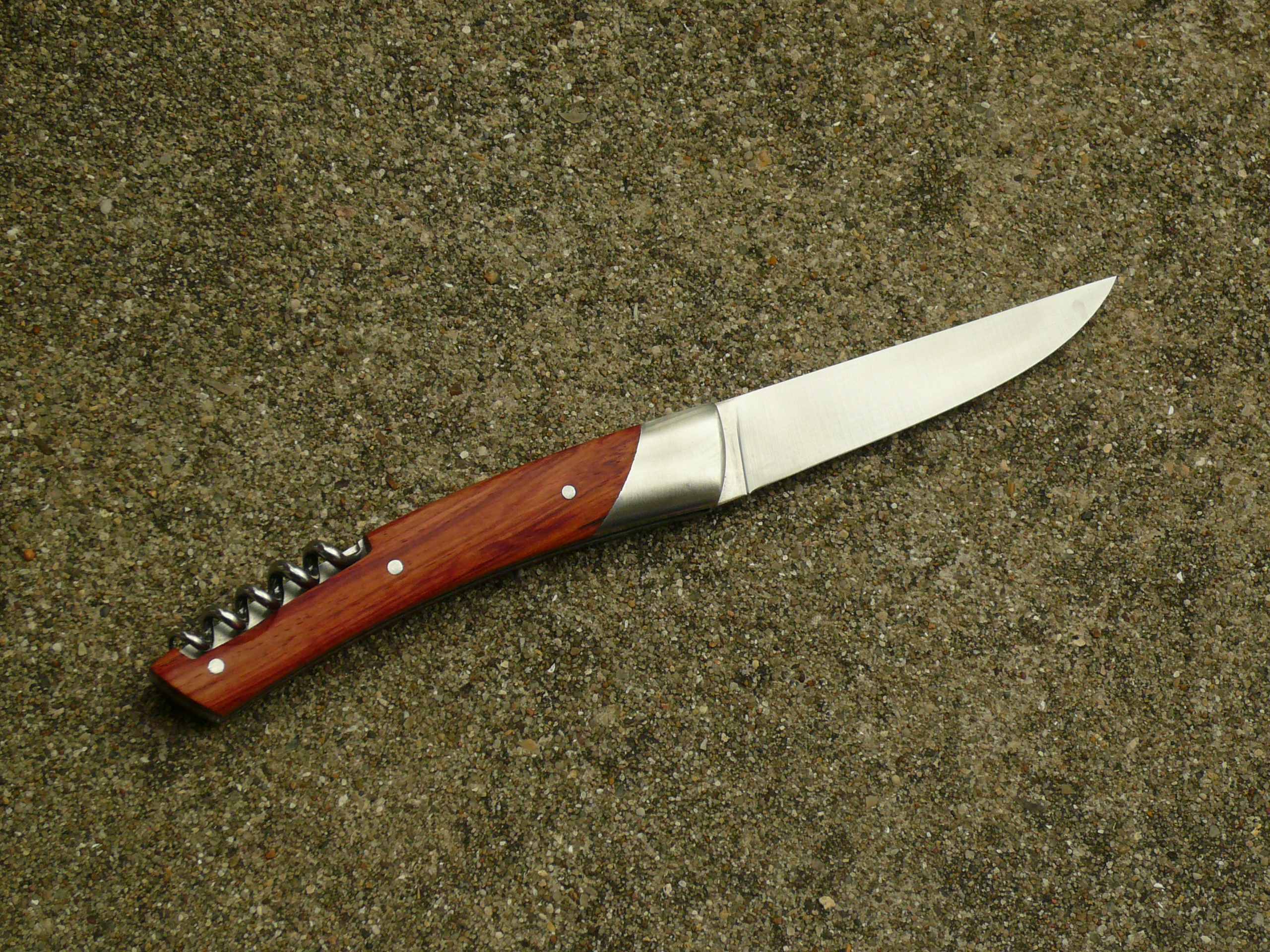
Un couteau le Thiers en bois de rose avec un tire-bouchon sur son manche.

### Création du couteau le Thiers
L'histoire du couteau Le Thiers commence vraisemblablement en 1993 où la confrérie du « coutê de Tié » est fondée. L’intérêt de créer celle-ci est tout d'abord de promouvoir le couteau thiernois. Dès 1994, le couteau est destiné à être décliné selon les fabricants qui voudraient l'inscrire à leur catalogue. Le couteau doit donc répondre à certaines normes, réglementées par une jurande. Toutefois, la place de la créativité personnelle des couteliers thiernois est assez importante. La commercialisation du couteau est annoncée début 1995 mais dès novembre 1994, certains Thiers font leur entrée chez des couteliers de la région.